# 1036 Ganymed
1036 Ganymed (/[invalid input: 'icon']ˈɡæn[invalid input: 'ɨ']mɛd/) là một tiểu hành tinh Amor, với đường kính khoảng 32 km. Nó được Walter Baade phát hiện ngày 23 tháng 10 năm 1924, và đặt theo tên Ganymede. Nó cũng là một tiểu hành tinh ngang sao Hỏa, đi qua 0,02868 AU (4.290.000 km; 2.666.000 mi) từ sao Hỏa ngày 16 tháng 12 năm 2176.